# Репринка
Репринка (Репнинка) — деревня в Фатежском районе Курской области. Входит в состав Солдатского сельсовета.

## География
Расположена в 11 км к юго-западу от Фатежа на правом берегу реки Руды, недалеко от места впадения в неё ручья Журавчика. Ближайшие населённые пункты — деревни Любимовка и Рудка, хутора Красный Камыш и Прелестный, посёлок Пробуждение.
Климат
Репринка, как и весь район, расположена в поясе умеренно континентального климата с тёплым летом и относительно тёплой зимой (Dfb в классификации Кёппена).
Часовой пояс
Деревня Репринка, как и вся Курская область, находится в часовой зоне МСК (московское время). Смещение применяемого времени относительно UTC составляет +3:00.

## История
Основана военачальником Аникитой Ивановичем Репниным, после того, как в 1709 году за победу в Полтавской битве ему, в числе прочих, были пожалованы и местные земли. От фамилии основателя деревня получила своё название и вплоть до XX века именовалась Репнинкой или Репинкой. Население деревни было приписано к Покровскому храму села Алисово. 
По данным 1-й ревизии 1719 года в Репринке проживали крепостные крестьяне Аникиты Ивановича Репнина (45 душ мужского пола), а также семья однодворца Никифора Провоторховича Пенькова (3 души мужского пола).
По данным 9-й ревизии 1850 года 15 крестьян деревни принадлежали губернскому секретарю Фёдору Шетохину. В 1862 году в Репринке было 7 дворов, проживало 68 человек (35 мужского пола и 33 женского). В то время деревня входила в состав Рождественской волости Фатежского уезда. В конце XIX века передана в Дмитриевскую волость. В 1920-е годы Репринка вошла в состав новообразованного Любимовского сельсовета Фатежского района, в котором находилась до 2010 года. В 1937 году в деревне было 19 дворов. В 1981 году здесь проживало около 50 человек.

## Население
| 1900 | 1989 | 2002 | 2010 |
| ---- | ---- | ---- | ---- |
| 142  | ↘42  | ↘16  | ↘9   |

В 1900 году в деревне проживало 142 человека (78 мужского пола и 64 женского).

## Инфраструктура
Личное подсобное хозяйство. В деревне 15 домов.

## Транспорт
Репринка находится в 9 км от автодороги федерального значения М2 «Крым» (Москва — Тула — Орёл — Курск — Белгород — граница с Украиной) как часть европейского маршрута E105, в 9 км от автодороги регионального значения 38К-038 (Фатеж — Дмитриев), в 2 км от автодороги межмуниципального значения 38Н-679 (38К-038 — Солдатское — Шуклино), в 31,5 км от ближайшего ж/д остановочного пункта 29 км (линия Арбузово — Лужки-Орловские).
В 162 км от аэропорта имени В. Г. Шухова (недалеко от Белгорода).